# 铁仔
铁仔（学名：Myrsine africana），也叫连年果、小叶铁仔、非洲铁仔，为紫金牛科铁仔属下的一种灌木，全株入药，有清热利湿，收敛止血的功效。
其种加词“africana”意为“非洲的”。